# Gymnometopina clunicrus
Gymnometopina clunicrus är en tvåvingeart som först beskrevs av Oswald Duda 1923.  Gymnometopina clunicrus ingår i släktet Gymnometopina och familjen hoppflugor.
Artens utbredningsområde är Tanzania. Inga underarter finns listade i Catalogue of Life.